# Crosby & Nash
Na de vorming van de supergroep Crosby, Stills & Nash (& Young) vatten David Crosby en Graham Nash het plan op om met elkaar op te treden. Het muzikale duo heeft gedurende de actieve jaren van 1970 tot 2016 opgenomen en opgetreden. Sinds maart 2016 was de verstandhouding tussen Crosby en Nash dusdanig verstoord dat de twee niet meer samen optraden.

## Biografie
Na het succes van Déjà vu en het daaropvolgende uiteenvallen van het Crosby, Stills, Nash & Young in de zomer van 1970 namen alle vier de groepleden eigen soloalbums op. Crosby's If I could only remember my name en Nash zijn Songs for beginners verschenen in 1971 en vielen buiten de Billboard top tien. In de herfst van dat jaar tourden de twee goede vrienden samen als een akoestisch duo. De tournee kreeg goede kritieken en de opnames van een van de optredens werd 27 jaar later uitgegeven als Another stoney evening. In 1972 besloot het duo met het opnemen van een nieuw album, dat resulteerde in de plaat Graham Nash David Crosby, die reikte tot nummer 4 in de Billboard 200. Deze hitnotering gaf de twee bestaansrecht zonder de hulp van de eveneens succesvolle Stephen Stills en Neil Young, met wie zij eerder samenwerkten. De verdere samenwerking in 1972 werd uitgesteld door Crosby's medewerking aan het reüniealbum van The Byrds. In 1973 vatte het duo de samenwerking met Neil Young weer op. Ze tourden samen, met als resultaat diens plaat Time fades away. Verder werkte Crosby op dat moment samen met Ned Lagin van Grateful Dead en nam Nash zijn tweede soloalbum and Wild tales op. In deze periode droegen zij zowel alleen als met zijn tweeën met hun achtergrondzang bij aan de platen van verschillende artiesten uit de Californische rockscene, te weten Stephen Stills, Harvest (Young), Late for the sky (Browne) en Court and spark (Mitchell).

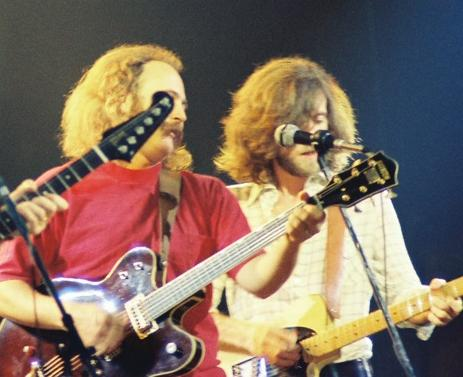
Crosby en Nash tijdens de 'Doom Tour' van 1974

In 1973 werd er een lijmpoging voor CSNY gedaan. Op de ranch van Neil Young in Californië en op Hawaii vonden de opnames plaats van een nieuw CSNY-album, dat Human highway zou komen te heten. Persoonlijke strubbelingen verhinderden dat deze plaat gecompleteerd werd, waarop Crosby & Nash tekenden bij ABC Records. De cassettes en 8-sporencassettes van de nieuwe platen werden - waarschijnlijk wegens contractuele verplichtingen jegens hun oude werkgever - uitgegeven door Atlantic Records. Na de uiterst succesvolle tournee van 1974, waarvoor Crosby en Nash zich tijdelijk weer bij Stills en Young gevoegd hadden, viel het kwartet weer uiteen. Crosby & Nash waren in 1975 en 1976 erg productief, waardoor zij twee platen konden uitgeven: Wind on the water en Whistling down the wire respectievelijk. In 1976 nodigden Stils en Young het duo uit om een opnamesessie te doen voor hun album Long may you run. Crosby en Nash gingen in op de uitnodiging, maar waren genoodzaakt om halverwege de opnamesessies te verlaten, omdat ze verplichtingen voor hun tweede album hadden. Young en Stills waren hierdoor zodanig verbolgen dat zij de achtergrondzang van Crosby & Nash van de mastertapes schrapten en de plaat uitgaven onder de vlag van The Stills-Young Band. Crosby & Nash kozen ervoor om daarna niet meer met het andere duo samen te werken, totdat Stills een aantal als gastartiest mee optrad en vervolgens zijn medewerking verleende aan de opnames voor het tweede Crosby, Stills & Nash-album, dat eind 1976 en begin 1977 in de Criteria Studios in Miami werd opgenomen.
ABC gaf een viertal albums van Crosby & Nash, voordat zij in 1979 werden overgenomen door het MCA-conglomeraat. Los van het tweetal albums dat werd uitgegeven, kwam in 1977 het livealbum Crosby-Nash live uit, net als het compilatiealbum The best of Crosby & Nash uit 1978. Alle vier de albums werden ingespeeld door hun begeleidingsband The Mighty Jitters, die bestonden uit Tim Drummond (met wie ze al werkten tijdens de CSNY-tournee van 1974), Craig Doerge, Danny Kortchmar, Russ Kunkel en David Lindley. Sessiebassist Leland Sklar wisselde af met Drummond in de studio en de groep Doerge, Kortchmar, Kunkel en Sklar had eerder opnames gedaan onder de noemer van The Section, waaronder Crosby & Nash's eerste Atlantic-album. Afhankelijk van de beschikbaarheid van de verschillende sessiemuzikanten koos het tweetal ervoor om af te wisselen tussen een volledig elektrisch-versterkte tournee of een wat meer ingetogen semi-akoestische setting met alleen Doerge en Lindley.
In 1979 wilden Crosby & Nash voor Capitol Records een nieuw album opnemen, maar de opnamesessies werden overschaduwd door Crosby's toenemende cocaïnegebruik. Stukken uit de sessies verschenen uiteindelijk op het album Earth & sky van Nash, dat zonder nummers van Crosby uitkwam. Crosby's drugsgebruik escaleerde dusdanig dat hij in de jaren tachtig van de 20e eeuw de gevangenis in moest. Dit zorgde ervoor dat er weinig materiaal uitgegeven kon worden. Het album Live it up ging van start als een project van Crosby & Nash record, maar werd - net als zijn voorganger Daylight again, dat begon als een Stills & Nash-project - uitgegeven als CSN-plaat. Dit omdat Atlantic geen baat had bij een album dat niet door het trio ingespeeld was.
In 2004 braken Crosby & Nash de radiostilte door voor het eerst sinds 1976 weer een studioplaat uit te geven. Het dubbelalbum Crosby & Nash kwam uit onder de vlag van Sanctuary Records en omvatte bijdragen van met name Crosby's band CPR. Een enkele cd-versie werd in 2006 uitgegeven toen CSNY begon aan hun "Freedom of Speech '06"-tournee. Dezelfde band die in 2004 verantwoordelijk was voor Crosby & Nash werd ingeschakeld voor de opnames op 21 oktober 2007 van het nummer In your name. Dit nummer verscheen als laatste song op de verzamelaar Reflections van Nash, die in februari 2009 werd uitgegeven.
In interviews in maart 2016 met de poptijdschriften OOR en Lust for Life zei Nash dat voor hem het doek gevallen is. De relatie met Crosby kwam zodanig onder druk te staan dat hij niet meer met hem wil samenwerken. "David heeft het hart uit Crosby, Stills & Nash gerukt", aldus Nash. In de documentaire David Crosby; Remember my name erkende Crosby dat zijn eigen opvliegendheid de vriendschap had verstoord zoals ook veel van zijn andere vriendschappen door zijn eigen toedoen kapot waren gegaan.

## Andere samenwerkingen

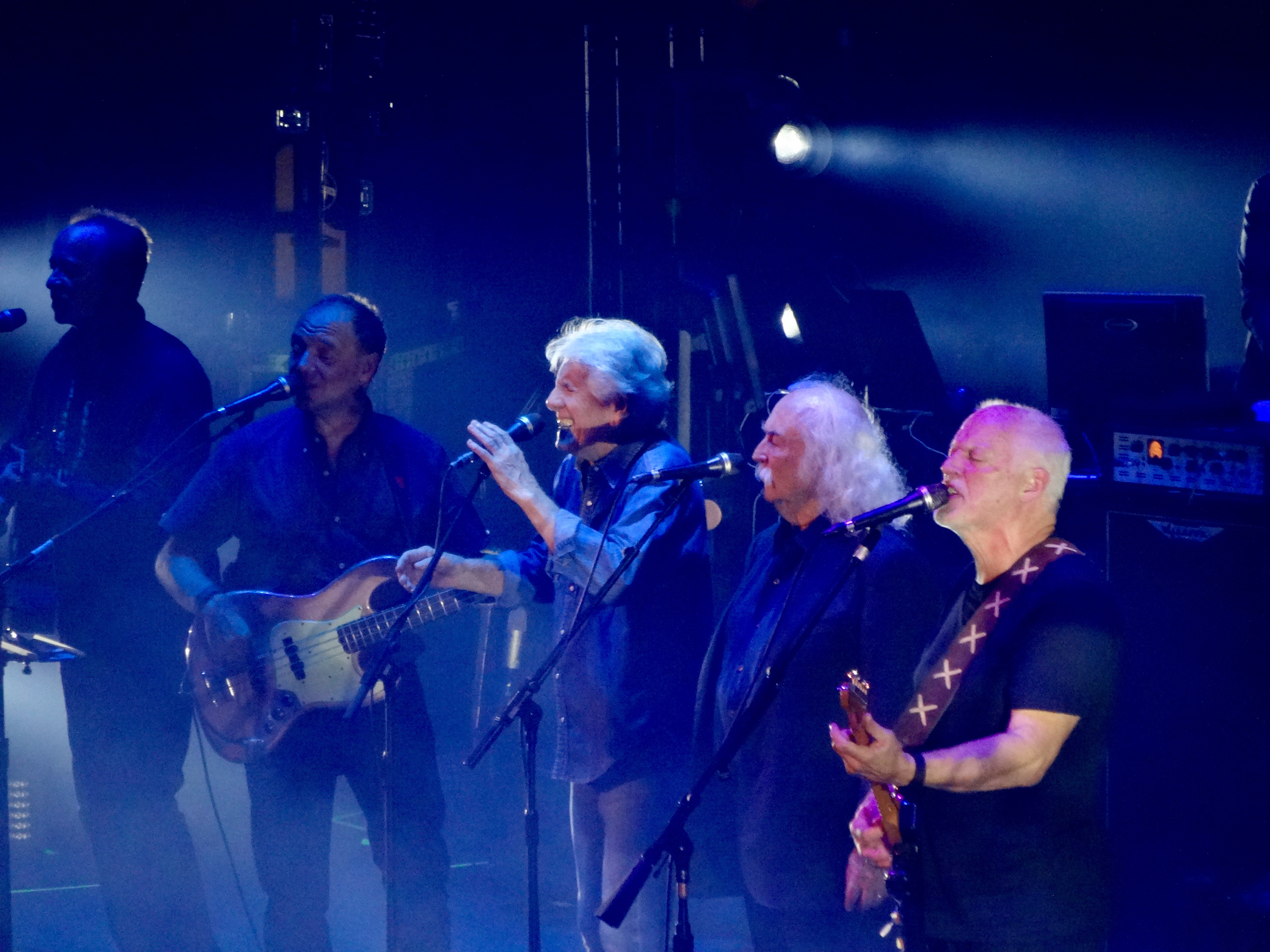
Nash (m), Crosby (tweede van rechts) en Gilmour (uiterst rechts) tijdens een tournee van David Gilmour in 2015

Los van hun eigen werk, solocomposities en samenwerkingen binnen Crosby, Stills, Nash & Young, zijn Crosby & Nash vaak te horen op de platen van verschillende andere muzikanten. Zo werden hun stemmen verkozen door verschillende prominente singer-songwriters en arenarockartiesten midden/eind jaren zeventig. Met name bekend is hun sessiewerk voor de hitsingles Free man in Paris (Joni Mitchell - 1974), Mexico (James Taylor - 1975) en The pretender (Jackson Browne - 1976). Verder is het duo ook te horen op albums van onder andere Dave Mason, J.D. Souther, Elton John, Art Garfunkel, Gary Wright, Carole King, John Mayer en David Gilmour, zoals recent nog te horen op Gilmours Rattle That Lock uit 2015.